# Gabonsporrgök
Gabonsporrgök (Centropus anselli) är en fågel i familjen gökar inom ordningen gökfåglar.

## Utbredning
Den förekommer i låglänta träskmarker från södra Kamerun till nordvästra Angola och centrala Demokratiska republiken Kongo.

## Status
IUCN kategoriserar arten som livskraftig.

## Namn
Fågelns vetenskapliga artnamn hedrar Henry F. Ansell (1835-1875), brittisk handelsman i Gabon som försåg vetenskapsmän med specimen.